# Kissebjerg
Kissebjerg er en ni meter høj bakke, en tidliger ø, der ligger i et inddæmmet område i bunden af Nærå Strand på Nordfyn, i Nordfyns Kommune. Her findes brede rørskove og strandfælleder, og på de stejle skråninger rundt om Kissebjerg trives et gammelt tjørnekrat. 
I 1924 lykkedes det for 25 lokale bønder fra Klinte på Nordfyn at bygge to dæmninger, grave grøfter, opføre en pumpemølle og tørlægge eet 105 hektar stort område ved Klinte Strand. Hermed blev det 9 meter høje og langstrakte Kissebjerg i det sydvestlige hjørne af Nærå Strand landfast med Nordfyn. Kissebjerg var allerede dengang kendt af arkæologer for sine oldtidsfund. En boplads og en køkkenmødding, begge fra stenalderen samt fire grave fra jernalderen, fandtes på stedet.
I dag er området præget af intensivt landbrug. 

## Fredning
26 hektar omkring Kissebjerg og  langs kysten til Nærå Strand blev fredet  i 1979, dels af hensyn til områdets arkæologi og dels af hensyn til naturen og fuglelivet. Oprindeligt var det tanken at hele Kissebjerg skulle udlægges til græsareal og afgræsses, samt at området skulle gøres offentligt tilgængeligt under hensyn til de arkæologiske interesser, men projektet blev aldrig gennemført på grund af lokal modstand.
Ifølge kendelsen skal området bevares i sin nuværende tilstand. For at værne om fremtidige oldtidsfund, blev der fastlagt fire små områder på Kissebjerg. Hvert område har sin bestemmelse om begrænsninger i jordbehandling, og disse bestemmelser ophører efter endt arkæologisk undersøgelse. Fredningen skal desuden sikre kystarealerne mod plantebeskyttelsesmidler, samt af hensyn til fuglelivet sikre de brede strandenge mod jordbehandling og dræning. 
Området grænser til  Nærå Strand, der er en del af  Vildtreservat Nærå - Agernæs, og mod øst grænser det til Ringe Ås udløb.  Det er en del af Natura 2000-område nr. 108 Æbelø, havet syd for og Nærå Strand